# Leo Duru
Leonard Chibueze Duru (ur. 12 stycznia 2005 w Manchesterze) – amerykański piłkarz występujący na pozycji prawego obrońcy w Blackburn Rovers w angielskiej EFL Championship. Jest także reprezentantem Stanów Zjednoczonych na szczeblu U20.

## Kariera klubowa
Duru dołączył do szeregów Blackburn Rovers w 2015 po odejściu z akademii Manchesteru United. Pierwszy profesjonalny kontrakt z klubem podpisał 25 maja 2023. Profesjonalny debiut zaliczył 13 sierpnia 2024 w meczu Pucharu Ligi Angielskiej przeciwko Stockport County zakończonym wygraną        6-1. W lidze zadebiutował 31 sierpnia jako zmiennik w derbach Wschodniego Lancashire przeciwko Burnley, zakończonymi remisem 1-1.

## Kariera reprezentacyjna
Duru uprawniony jest do gry w reprezentacji Anglii (gdzie się urodził), Stanów Zjednoczonych (jego matka jest Amerykanką) oraz Nigerii. W październiku 2024 został po raz pierwszy powołany do reprezentacji Stanów Zjednoczonych U20. 12 października zaliczył swój debiut w sparingu przeciwko reprezentacji Chile, zakończonym zwycięstwem 0-3.